# Campionati mondiali di trampolino elastico 2014
I Campionati mondiali di trampolino elastico 2014 sono stati la 30ª edizione della competizione organizzata dalla Federazione Internazionale di Ginnastica. Si sono svolti a Daytona Beach, negli Stati Uniti d'America, dal 7 al 9 novembre 2014.

## Medagliere
| Posiz. | Nazione       | Oro | Argento | Bronzo | Totale |
| ------ | ------------- | --- | ------- | ------ | ------ |
| 1      | Cina          | 5   | 2       | 0      | 7      |
| 2      | Russia        | 1   | 1       | 2      | 4      |
| 3      | Stati Uniti   | 1   | 1       | 1      | 3      |
| 4      | Gran Bretagna | 1   | 1       | 0      | 2      |
| 5      | Bielorussia   | 0   | 2       | 2      | 4      |
| 6      | Canada        | 0   | 2       | 0      | 2      |
| 7      | Polonia       | 0   | 0       | 1      | 1      |
| 7      | Portogallo    | 0   | 0       | 1      | 1      |
| Totale | Totale        | 8   | 9       | 7      | 24     |

## Podi

### Uomini
| Evento                | Oro                    | Argento                                        | Bronzo                                   |
| Individuale           | Tu Xiao                | Dong Dong                                      | Uladzislau Hancharou                     |
| Sincronizzato         | Cina Dong Dong Tu Xiao | Bielorussia Mikalai Kazak Uladzislau Hancharou | Polonia Artur Zakrzewski Tomasz Adamczyk |
| Doppio minitrampolino | Mikhail Zalomin        | Austin White                                   | Austin Nacey                             |
| Tumbling              | Yang Song              | Alexander Mironov                              | Tagir Murtazaev                          |

### Donne
| Evento                | Oro                       | Argento                                                                                   | Bronzo           |
| Individuale           | Liu Lingling              | Rosannagh MacLennan                                                                       | Hanna Harchonak  |
| Sincronizzato         | Cina Liu Lingling Li Meng | Bielorussia Hanna Harchonak Taccjana Pjatrėnja Canada Rosannagh MacLennan Samantha Sendel | Non assegnato    |
| Doppio minitrampolino | Erin Jauch                | Jasmin Short                                                                              | Polina Troianova |
| Tumbling              | Rachael Letsche           | Chen Lingxi                                                                               | Raquel Pinto     |